# John Salmond
John Maitland Salmond (né le 17 juillet 1881 à Londres et mort le 16 avril 1968 à Eastbourne) est un officier militaire britannique.
Membre du Royal Flying Corps (RFC) puis dans la Royal Air Force (RAF), il atteint le grade de Marshal of the Royal Air Force.